# El Empalme (kanton)
El Empalme – kanton w prowincji Guayas, w Ekwadorze. Stolicą kantonu jest Velasco Ibarra.